# Ukradené Vánoce
Ukradené Vánoce (v anglickém originále Tim Burton's The Nightmare Before Christmas) je americký loutkový animovaný muzikál z roku 1993, jehož název je do češtiny překládaný také blíže originálu jako Předvánoční noční můra. Film byl vytvořen technikou stop motion a režie se ujal animátor Henry Selick, který vycházel z veršů a obrázků Tima Burtona. Tim Burton sám v roce 2005 na poetiku Ukradených Vánoc navázal filmem Mrtvá nevěsta Tima Burtona.
Danny Elfman napsal písně a hudbu ve filmu a poskytl hlas v písních Jacka Skellingtona. Své hlasy rovněž poskytli Chris Sarandon, Catherine O'Hara, William Hickey, Ken Page, Paul Reubens, Glenn Shadix a Ed Ivory.
Námět filmu vychází z básně, kterou Tim Burton napsal v roce 1982, když pracoval jako animátor v Disneyho studiích. Po úspěchu filmu Vincent v tom samém roce Burton začal zvažovat přípravu Ukradených Vánoc jako buď krátkého filmu nebo půlhodinového televizního speciálu, ale s těmito snahami neuspěl. V dalších letech se Burton v myšlenkách k projektu vracel a v roce 1990 uzavřel konktrakt s Walt Disney Studios. Produkce začala v červenci 1991 ve městě San Francisco; film produkovala společnost Touchstone Pictures, protože studio pokládalo film za "příliš temných a děsivý pro děti".
Film se dočkal úspěšného diváckého i kritického přijetí a vydělal 75 milionů dolarů (během prvního uvedení). Rovněž byl zkonvertován do 3D formátu a dočkal se znovuuvedení do kin v tomto formátu.

## Děj
Král halloweenských strašidel Jack Skellington (Chris Sarandon, zpěv Danny Elfman) je mrzutý, protože jeho existence se mu zdá prázdná a je znuděný. V jeho kouzelném světě připravují každý rok Halloween stejným způsobem. Při procházce lesem se Jack dostane do Vánočního města a je okouzlen.
Jack si usmyslí, že příští Vánoce si vezmou na starost halloweenská strašidla. Nemůže ale přijít na kloub vánoční poetice, ačkoliv používá i vědecké metody. Do děje zasáhne i Sally, hadrová panenka zamilovaná do Jacka, kterého varuje, že takové Vánoce neskončí dobře. Vánoce se ale strašidlům poněkud vymknou z ruky. Děti vybalují umrlčí lebky, živé plyšové hady a žravé netopýry. Při nadělování Jacka sestřelí vojsko a on spadne na hřbitově. Pak se rozhodne dát vše do pořádku a snaží se najít Santu, kterého uvěznil v Halloweenském městě. Nakonec Santu zachrání, zamiluje se do Sally a stane se zase králem Halloweenu.